# Кубок шотландської ліги з футболу 2013—2014
Кубок шотландської ліги 2013–2014 — 68-й розіграш Кубка шотландської ліги. Змагання проводиться за системою «плей-оф», де і визначають переможця. Переможцем вшосте став Абердин.

## Перший раунд
| Команда 1            | Рахунок | Команда 2                |
| -------------------- | ------- | ------------------------ |
| 3 серпня 2013        |         |                          |
| Фолкерк (2)          | 3:0     | Клайд (4)                |
| Іст Файф (3)         | 2:6 дч  | Грінок Мортон (2)        |
| Арброт (3)           | 0:1     | Монтроз (4)              |
| Бервік Рейнджерс (4) | 0:5     | Ковденбіт (2)            |
| Форфар Атлетік (3)   | 2:1 дч  | Рейнджерс (3)            |
| Странрар (3)         | 4:3     | Бріхін Сіті (3)          |
| Дамбартон (2)        | 1:0     | Альбіон Роверз (4)       |
| Стерлінг Альбіон (4) | 0:3     | Гамільтон Академікал (2) |
| Квін оф зе Саут (2)  | 3:0     | Еннан Атлетік (4)        |
| Пітерхед (4)         | 0:2     | Аллоа Атлетік (2)        |
| Ейрдріоніанс (3)     | 4:3     | Стенхаузмур (3)          |
| Елгін Сіті (4)       | 1:3     | Лівінгстон (2)           |
| Рейт Роверз (2)      | 6:0     | Квінз Парк (4)           |
| Іст Стерлінгшир (4)  | 0:2     | Данфермлін Атлетік (3)   |
| 6 серпня 2013        |         |                          |
| Партік Тісл          | 2:1     | Ейр Юнайтед (3)          |

## Другий раунд
| Команда 1           | Рахунок         | Команда 2                |
| ------------------- | --------------- | ------------------------ |
| 27 серпня 2013      |                 |                          |
| Грінок Мортон (2)   | 4:0             | Монтроз (4)              |
| Странрар (3)        | 3:2             | Росс Каунті              |
| Данді (2)           | 2:1 дч          | Форфар Атлетік (3)       |
| Фолкерк (2)         | 2:1             | Данфермлін Атлетік (3)   |
| Кілмарнок           | 0:1             | Гамільтон Академікал (2) |
| Ейрдріоніанс (3)    | 0:2             | Лівінгстон (2)           |
| Партік Тісл         | 3:1 дч          | Ковденбіт (2)            |
| Квін оф зе Саут (2) | 2:1 дч          | Сент-Міррен              |
| Рейт Роверз (2)     | 1:1 дч пен. 4:5 | Гарт оф Мідлотіан        |
| Абердин             | 0:0 дч пен. 6:5 | Аллоа Атлетік (2)        |
| 28 серпня 2013      |                 |                          |
| Дамбартон (2)       | 2:3             | Данді Юнайтед            |

## Третій раунд
| Команда 1                | Рахунок         | Команда 2                 |
| ------------------------ | --------------- | ------------------------- |
| 24 вересня 2013          |                 |                           |
| Селтік                   | 0:1 дч          | Грінок Мортон (2)         |
| Данді (2)                | 0:1             | Інвернесс Каледоніан Тісл |
| Гамільтон Академікал (2) | 0:3             | Сент-Джонстон             |
| Гіберніан                | 5:3             | Странрар (3)              |
| 25 вересня 2013          |                 |                           |
| Фолкерк (2)              | 0:5             | Абердин                   |
| Данді Юнайтед            | 4:1             | Партік Тісл               |
| Гарт оф Мідлотіан        | 3:3 дч пен. 4:2 | Квін оф зе Саут (2)       |
| Лівінгстон (2)           | 1:2             | Мотервелл                 |

## 1/4 фіналу
| Команда 1                 | Рахунок | Команда 2         |
| ------------------------- | ------- | ----------------- |
| 29 жовтня 2013            |         |                   |
| Інвернесс Каледоніан Тісл | 2:1 дч  | Данді Юнайтед     |
| 30 жовтня 2013            |         |                   |
| Гіберніан                 | 0:1     | Гарт оф Мідлотіан |
| Грінок Мортон (2)         | 0:1     | Сент-Джонстон     |
| Мотервелл                 | 0:2     | Абердин           |

## 1/2 фіналу
| Команда 1         | Рахунок         | Команда 2                 |
| ----------------- | --------------- | ------------------------- |
| 1 лютого 2014     |                 |                           |
| Абердин           | 4:0             | Сент-Джонстон             |
| 2 лютого 2014     |                 |                           |
| Гарт оф Мідлотіан | 2:2 дч пен. 2:4 | Інвернесс Каледоніан Тісл |

## Фінал
| 16 березня 2014 16:30 (EEST) |

| Абердин | 0:0 дч   | Інвернесс Каледоніан Тісл |
| ------- | -------- | ------------------------- |
|         | Протокол |                           |

| Селтік Парк, Глазго Глядачів: 51 143 Арбітр: Стівен Маклін |

|                              |     | Пенальті                      |  |
| Робсон · Лоу · Вернон · Руні | 4:2 | Маккей · Тенсі · Росс · Доран |  |